# McDonnell Douglas DC-10
McDonnell Douglas DC-10 är ett tremotorigt, jetdrivet passagerarplan som liknar Lockheed L-1011 TriStar.
Besättningen i cockpit på DC-10 består av en kapten, en styrman (co-pilot) och en flygtekniker. I efterhand så har ett antal DC-10:or byggts om till att ha enbart två i besättningen (ny beteckning MD-10), till största delen fraktplan. En vidareutveckling av DC-10 är MD-11.
DC-10 flögs för första gången 1970 och totalt tillverkades 446 exemplar fram till 1989. Planet användes fram tills 2013 som passagerarflygplan av bland annat Biman Bangladesh Airlines (flygbolaget i Bangladesh). Även skandinaviska Premiair har nyttjat DC-10 och då främst för charterresor.
Många DC-10 har idag blivit ombyggda till fraktflygplan. I Kalifornien har en DC-10:a modifierats för att användas till brandbekämpning. En militärvariant som heter KC-10 används för lufttankning.
Denna flygplanstyp har råkat ut för ett antal allvarliga olyckor, dels med att främre motorn lossnade eller gick sönder och skar av hydraulikledningar, dels med att luckan till bakre lastutrymmen ibland inte låstes tillräckligt och slets loss under flygning. Man var därför tvungen att införa flygförbud ett tag och reda ut dessa problem.

## Tekniska data
|                                | DC-10-10                          | DC-10-15                          | DC-10-30                          | DC-10-40                          |
| ------------------------------ | --------------------------------- | --------------------------------- | --------------------------------- | --------------------------------- |
| Antal besättningsmän i cockpit | Tre                               | Tre                               | Tre                               | Tre                               |
| Passagerare                    | 380 (en klass), 250 (två klasser) | 380 (en klass), 250 (två klasser) | 380 (en klass), 250 (två klasser) | 380 (en klass), 250 (två klasser) |
| Lastkapacitet (fraktversionen) | 22 LD7 lastpallar                 | 22 LD7 lastpallar                 | 23 LD7 lastpallar                 | 23 LD7 lastpallar                 |
| Längd                          | 51,97 m                           | 51,97 m                           | 51,97 m                           | 51,97 m                           |
| Höjd                           | 17,7 m                            | 17,7 m                            | 17,7 m                            | 17,7 m                            |
| Spännvidd                      | 47,34 m                           | 47,34 m                           | 50,4 m                            | 50,4 m                            |
| Bredd (interiör)               | 5,54 m                            | 5,54 m                            | 5,54 m                            | 5,54 m                            |
| Tomvikt                        | 108 940 kg                        | 108 940 kg                        | 120 742 kg                        | 122 567 kg                        |
| Maximal startvikt              | 195 045 kg                        | 206 385 kg                        | 259 459 kg                        | 251 701 kg                        |
| Maximal hastighet              | 982 km/h                          | 982 km/h                          | 982 km/h                          | 982 km/h                          |
| Maximal räckvidd med full last | 6 114 km                          | 7,000 km                          | 10 010 km                         | 9 252 km                          |
| Maximal bränslekapacitet       | 82 134 l                          | 100 859 l                         | 138 720 l                         | 138 720 l                         |
| Startsträcka med full last     | 2 625 m                           | 2 212 m                           | 2 847 m                           | 2 817 m                           |
| Maximal flyghöjd               | 12 802 m                          | 12 802 m                          | 12 802 m                          | 12 802 m                          |
| Motorer (x 3)                  | GE CF6-6D                         | GE CF6-50C2F                      | GE CF6-50C                        | PW JT9D-59A                       |
| Dragkraft (x 3)                | 177,9 kN                          | 206,8 kN                          | 226,9 kN                          | 235,8 kN                          |

## Flygbolag som flugit med DC-10

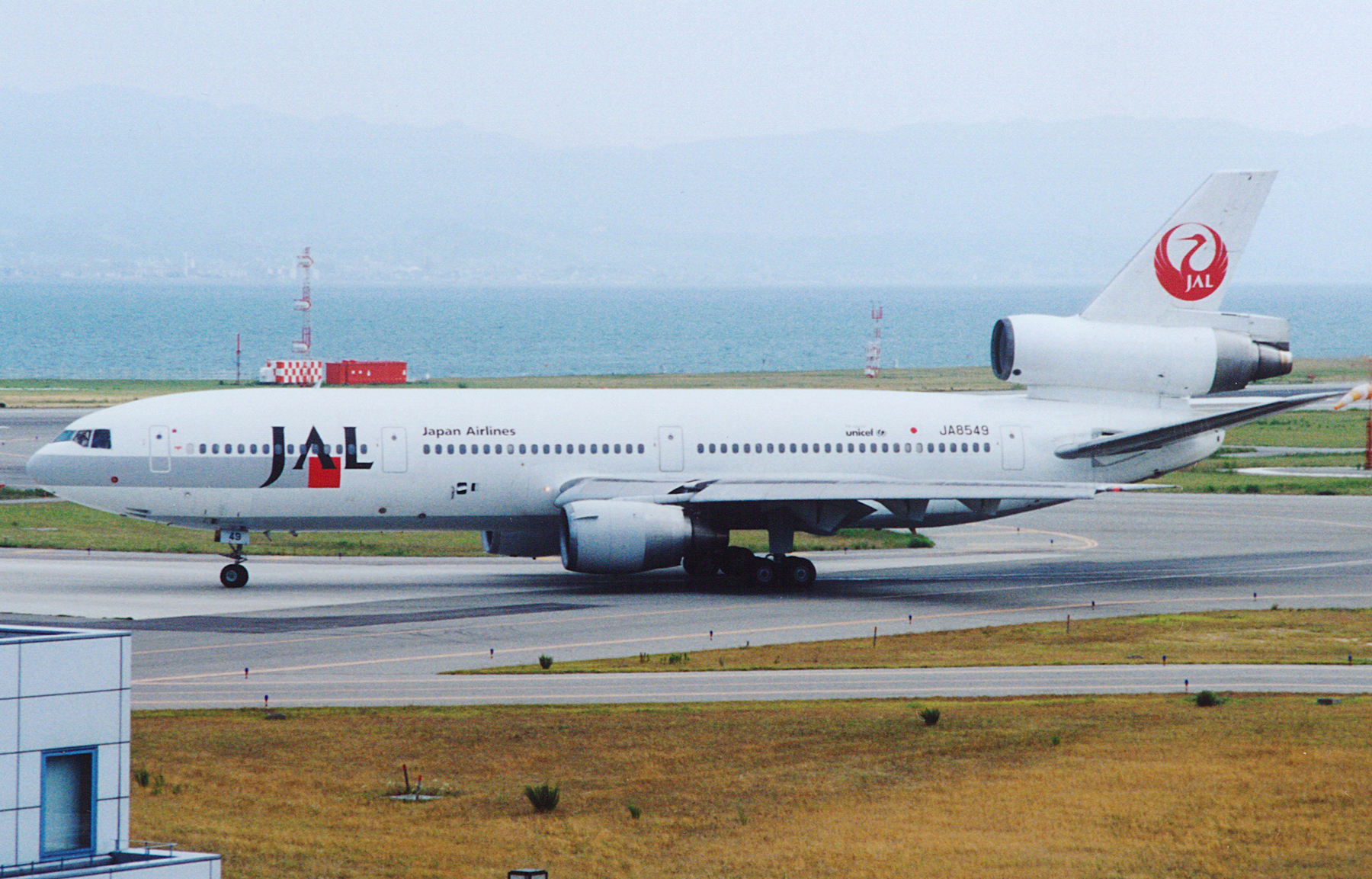
DC-10-40, JAL

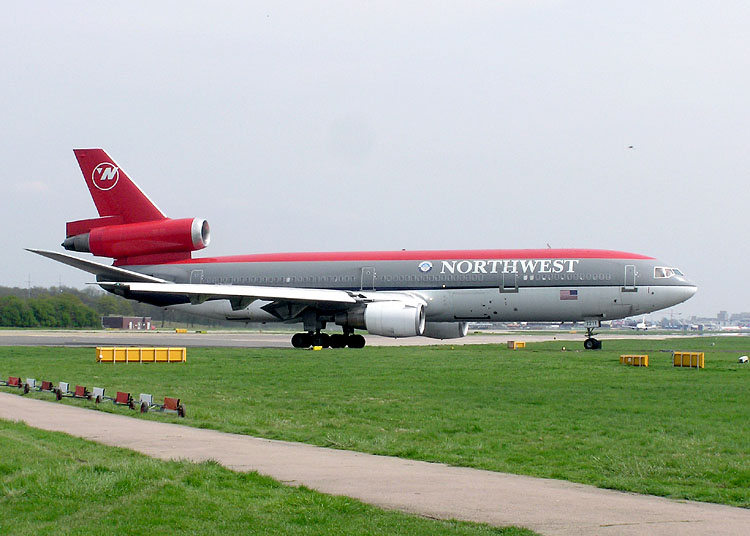
DC-10-30, Northwest Airlines

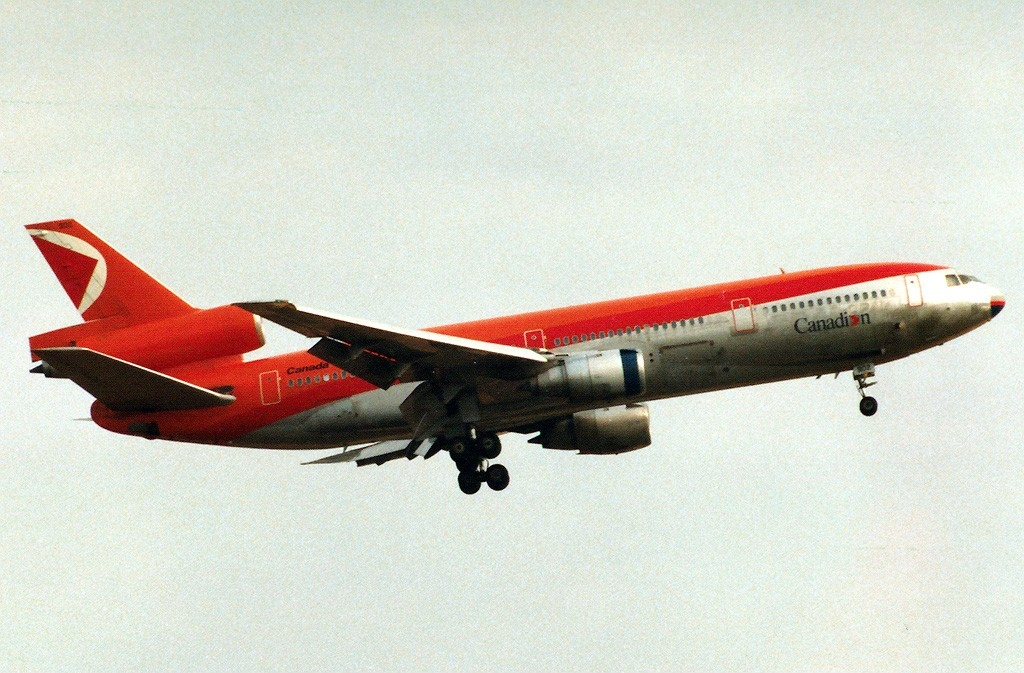
McDonnell Douglas DC-10-30, Canadian Airlines

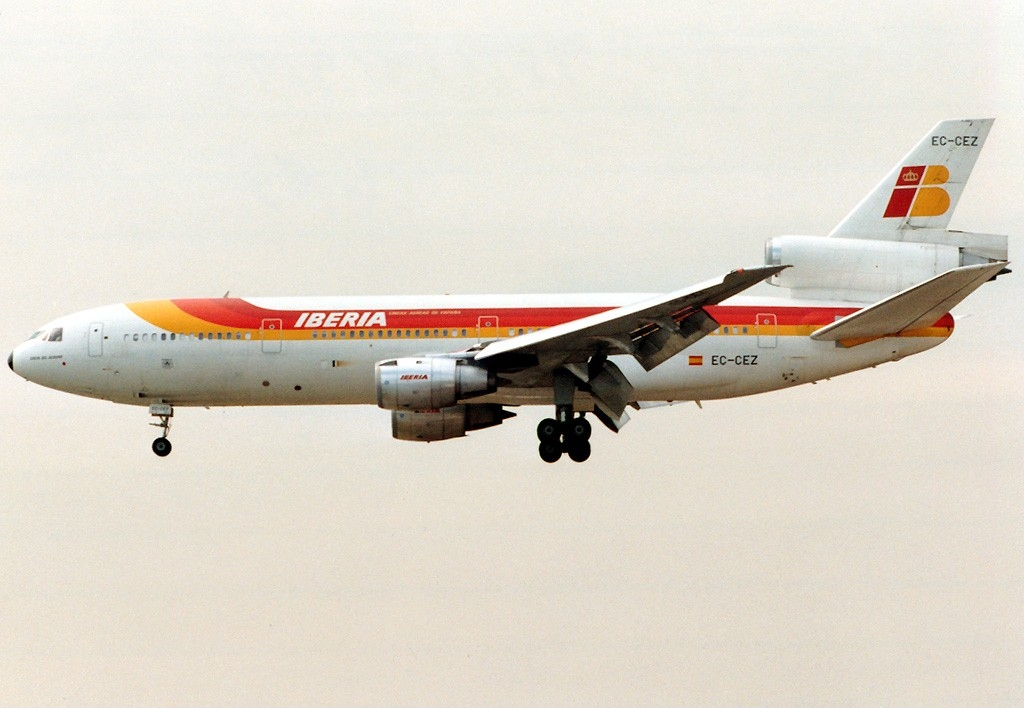
McDonnell Douglas DC-10-30, Iberia

- Aeroflot
- Aeromexico
- Air Afrique
- Air New Zealand
- Air Zaïre
- Alitalia
- American Airlines
- Ariana Afghan Airlines
- Biman Bangladesh Airlines
- Condor
- Continental Airlines
- Delta Airlines
- Eastern Airlines
- Finnair
- Garuda airlines
- Ghana Airways
- Iberia
- JAL
- JAT
- KAL
- KLM
- LAN Chile
- Lufthansa
- Malaysia Airlines
- Nigeria Airways
- Northwest Airlines
- ORBIS International
- Pan Am
- Philippine Airlines
- PIA
- Premiair
- Sabena
- SAS
- Scanair
- Singapore Airlines
- Spantax
- Swissair
- Thai Airways
- Turkish Airlines
- United Airlines
- VARIG
- VASP
- VIASA
- Western Airlines
- World Airways